# Санта-Рита-ду-Сапукаи (микрорегион)

Санта-Рита-ду-Сапукаи на карте.

Санта-Рита-ду-Сапукаи (порт. Microrregião de Santa Rita do Sapucaí) — микрорегион в Бразилии, входит в штат Минас-Жерайс. Составная часть мезорегиона Юг и юго-запад штата Минас-Жерайс. 
Население составляет 	140 170	 человек (на 2010 год). Площадь — 	3287,200	 км². Плотность населения — 	42,64	 чел./км².

## Демография
Согласно сведениям, собранным в ходе переписи 2010 г. Национальным институтом географии и статистики (IBGE), население микрорегиона составляет:						
| Полное население                             | Полное население                             | Полное население                             | Полное население                             | 140 170 |
| -------------------------------------------- | -------------------------------------------- | -------------------------------------------- | -------------------------------------------- | ------- |
| в том числе:                                 | Городское население                          | 103 205                                      | Процент городского населения, %              | 73,63   |
|                                              | Сельское население                           | 36 965                                       | Процент сельского населения, %               | 26,37   |
|                                              | Мужское население                            | 71 199                                       | Процент мужского населения, %                | 50,79   |
|                                              | Женское население                            | 68 971                                       | Процент женского населения, %                | 49,21   |
| Плотность населения, чел/км²                 | Плотность населения, чел/км²                 | Плотность населения, чел/км²                 | Плотность населения, чел/км²                 | 42,64   |
| Население микрорегиона в % к населению штата | Население микрорегиона в % к населению штата | Население микрорегиона в % к населению штата | Население микрорегиона в % к населению штата | 0,72    |

## Статистика
- Валовой внутренний продукт на 2003 год составляет 803 129 293,00 реалов (данные: Бразильский институт географии и статистики).
- Валовой внутренний продукт на душу населения на 2003 год составляет 6007,86 реалов (данные: Бразильский институт географии и статистики).
- Индекс развития человеческого потенциала на 2000 год составляет 0,766 (данные: Программа развития ООН).

## Состав микрорегиона
В составе микрорегиона включены следующие муниципалитеты:
1. Кашуэйра-ди-Минас
2. Кареасу
3. Консейсан-дас-Педрас
4. Консейсан-дуз-Орус
5. Кордисландия
6. Элиудора
7. Натерсия
8. Педралва
9. Санта-Рита-ду-Сапукаи
10. Силвианополис
11. Сан-Гонсалу-ду-Сапукаи
12. Сан-Жозе-ду-Алегри
13. Сан-Жуан-да-Мата
14. Сан-Себастьян-да-Бела-Виста
15. Турволандия